# Michele Genoni
Michele Genoni (* 1957 in Luzern; Bürger von Semione/Serravalle) ist ein Schweizer Herzchirurg. Seit 2019 ist er Ärztlicher Direktor der Rehaklinik Seewis und seit 2020 Präsident der Standesvereinigung Foederatio Medicorum Chirurgicorum Helvetica (FMCH).

## Beruflicher Werdegang
Michele Genoni legte die Matura am Kollegium Sarnen ab und studierte anschließend Medizin an der Universität Zürich. Nach dem Staatsexamen im Jahr 1983 begann er seine klinische Ausbildung in Bellinzona, Zürich und Lugano. Gleichzeitig leitete er in den Jahren 1984 bis 1991 die internationalen ISIS-Studien (Oxford) für die Behandlung des akuten Herzinfarkts in der Schweiz. Genoni ist Facharzt für Allgemeine Chirurgie (1991), Facharzt für Intensivmedizin (1993), Facharzt für Herz- und thorakale Gefässchirurgie (1995) und verbrachte einen Studienaufenthalt im Herzkatheterlabor in Lugano.
1991 übernahm Genoni die operative Leitung der Klinik für Herzchirurgie am Zürcher Stadtspital Triemli unter der Leitung von Professor Marko Turina. 2001 erhielt er die Venia Legendi für Herz- und Gefässchirurgie an der Universität Zürich. Von 2004 bis 2018 war er Chefarzt der Klinik für Herzchirurgie am Stadtspital Triemli. 2004 übernahm er zusätzlich die Leitung der Klinik für Herz- und Gefässchirurgie am Universitätsspital Zürich. 2005 wurde er zum Extraordinarius für minimalinvasive Herzchirurgie an der Universität Zürich berufen Gleichzeitig wurde er als Klinikdirektor der Klinik für Herz- und Gefässchirurgie am Universitätsspital Zürich eingesetzt, welche er bis 2008 leitete. Ab 2015 bis Juni 2019 unterstützte er auf Wunsch der Spitalleitung des Universitätsspitals Zürich die Klinik für Herz- und Gefässchirurgie als stellvertretender Klinikdirektor.
Als Herzchirurg zeichnete sich Genoni insbesondere in der chirurgischen Revaskularisation des Herzens ohne Herz-Lungen-Maschine (OPCAB) mit Verwendung beider Brustwandarterien sowie bei der Behandlung komplexer chirurgischer Re-Operationen aus.
Von 2019 bis Ende 2023 war Genoni medizinischer Direktor der Rehaklinik Seewis.
Seit April 2023 ist Genoni Stiftungsratspräsident des Alterszentrums Hochweid in Kilchberg.

## Engagement
Genoni ist ein Vordenker und Wegbereiter in der Einführung von Qualitätskennzahlen in der Herzchirurgie. Er entwickelte und etablierte während seiner aktiven Zeit im Vorstand der Schweizerischen Gesellschaft für Herz- und thorakale Gefässchirurgie (SGHC) das Nationale Register in der Herzchirurgie. Die Einführung und Weiterentwicklung des Herzchirurgieregisters wird auch politisch unterstützt; die Qualitätskennzahlen zu den herzchirurgischen Eingriffen dienen als ein Kriterium zur Aufnahme der Spitäler im Kanton Zürich in die Spitalliste. Seine Erfahrung in der Qualitätssicherung bringt Genoni auch in der Schweizerischen Akademie für Qualität in der Medizin (SAQM), im Stiftungsrat für Patientensicherheit im Vorstand des Swiss Medical Board und als jahrelanger Ressortleiter Qualität in der FMCH ein.

## Mitgliedschaften
- Vorstandsmitglied der Schweizerischen Gesellschaft für Herz- und thorakale Gefässchirurgie
- 2012–2016: Präsident der Schweizerischen Gesellschaft für Herz- und thorakale Gefässchirurgie
- Vorstandsmitglied der Schweizerischen Gesellschaft für Kardiologie (SGK)
- Vorstandsmitglied der Deutschen Gesellschaft für Thorax-, Herz- und Gefässchirurgie (DGTHG)
- Vorstandsmitglied der Italienischen Gesellschaft für Herzchirurgie (SICCH)[7]
- seit 2020: Präsident des Dachverbandes der invasiv und akutmedizinisch tätigen Spezialärzte Foederatio Medicorum Chirurgicorum Helvetica (FMCH)[8]

## Auszeichnungen
- 2018: Qualitätspreis der „allianz Q“  (Qualität vor Kosten im Gesundheitswesen)[9]
- 2019: Rudolf Niessen-Plakette der Deutschen Gesellschaft für Thorax-, Herz- und Gefässchirurgie (DGTHG)[10]

## Privates
Genoni ist verheiratet und Vater von drei Söhnen.